# Spelguide
En spelguide (eller strategiguide) är en sorts instruktionsbok som beskriver ledtrådar och lösningar till datorspel. En spelguide är snarlik en så kallad walkthrough, men de är inte synonymer. Spelguider trycks ofta i form av en bok, som artiklar till datorspelstidningar eller som e-böcker. Spelguider är antingen officiella (vilket innebär att de antingen skrivs av eller godkänns av speldistributörerna själva) eller inofficiella (vilka skrivs utan någon som helst inblandning av speldistributörerna).
En spelguide innehåller vanligtvis följande element:
- Beskrivningar över spelets gameplay innehållandes rörelser som inte alltid finns med i instruktionsböckerna som medföljer spelet.
- Kartor över spelvärlden och markeringar var viktiga saker finns att hitta.
- Förklaringar till pussel i spelet.
- Beskrivningar över spelets fiender och bossar.
- Checklistor över spelets saker.
- Fusk till spelet (det är dock ovanligt att dessa beskrivs i officiella spelguider).
- Tips att tänka på vid multiplayerspel.